# Imotska Krajina (novine)
Imotska Krajina je lokalno glasilo Imotske Krajine (Grada Imotskog, te svih šest općina Imotske krajine, koji su ujedno i osnivači glasila). Novine su do 2002. godine izlazile dva puta mjesečno, a od tada je mjesečnik. Među najstarijim su lokalnim novinama u južnoj Hrvatskoj. Počele su izlaziti 1. ožujka 1970.godine. Naklada novina je od 2000 do 4000 primjeraka, i to je jedna od najvećih naklada lokalnih novina u južnoj Hrvatskoj. Novine imaju i 700 pretplatnika u dijaspori u 17 država svijeta.   